# Museo de la Liberación (Roma)
El Museo de la Liberación de Roma (en italiano: Museo storico della Liberazione - Roma) se encuentra en una serie de apartamentos de la calle Tasso 145, en Roma, a poca distancia de la Archibasílica de San Juan de Letrán. Se enfoca en la conservación de los archivos de la ocupación alemana de Roma (septiembre de 1943 a junio de 1944) durante la Segunda Guerra Mundial, como su subsecuente liberación. El edificio que alberga el museo había sido utilizado por las SS para torturar a miembros de la resistencia italiana en la primera mitad de 1944.

## Historia
Poco tiempo después de finalizada la construcción del edificio en la década de 1930, fue alquilada a la embajada alemana en Roma, que inicialmente instaló allí la agregaduría cultural de la sede diplomática. Posteriormente, se instaló allí la Sicherheitspolizei (SiPo), agencia dependiente de las SS, bajo la dirección de Herbert Kappler, que comenzó sus operaciones en el lugar el 11 de septiembre de 1943 y utilizó el inmueble hasta la retirada de las tropas alemanas de la península itálica. Bajo la dirección de Kappler el lugar fue transformado en una prisión, cuyas salas se convirtieron en celdas. En enero de 1944 todas las ventanas fueron tapeadas para facilitar las detenciones, interrogatorios y la tortura de los más destacados miembros de la resistencia italiana, estimándose en 2000 personas el número de prisioneros que estuvieron en este sitio. El 4 de junio de 1944, el día de la liberación de Roma, el edificio fue ocupado por los partisanos romanos que liberaron a todos los prisioneros que aún permanecían en el edificio.
Posteriormente los departamentos ocupados por las SS fueron donados al Estado italiano en 1950, estableciéndose allí un museo temático acerca de la ocupación alemana de Roma, las actividades de las SS, como también sobre la liberación de la ciudad. La donación fue fruto de la princesa Josepha Ruspoli Savorgnan di Brazzà, que puso como condición que los inmuebles donados sean utilizados como museos temáticos. Las primeras salas fueron abiertas en 1955 con la presencia del entonces presidente italiano Giovanni Gronchi, teniendo su apertura definitiva en 1957. Su colección en exhibición incluye fichas y documentos de la Gestapo que fueron rescatadas por los habitantes romanos, en especial aquellas asociadas con la resistencia. En la noche del 22 al 23 de noviembre de 1999 el museo sufrió una explosión en su exterior, que le causó daños mínimos. Las investigaciones al respecto concluyeron que se trató de un acto antisemita. En los días siguientes, en especial el 8 de diciembre de ese año, 3500 marcharon hacia el museo en muestra de solidaridad. En 2007, la estación de metro Manzoni fue renombrada como Manzoni - Museo della Liberazione en homenaje al museo.

## El museo
El museo ocupa tres plantas. Además de documentar las torturas que se llevaban a cabo en el lugar, también contiene documentos que dan cuenta de la persecución de los judíos italianos, incluyendo copias de periódicos que testimonian el creciente antisemitismo, como también copias de las leyes raciales y normativas persecutorias contra los judíos. Gran parte de la colección se compone de los esfuerzos de la resistencia italiana al régimen fascista, exhibiendo pósteres contra aquel, como también publicaciones y mensajes clandestinos. Por otro lado, se encuentra información sobre quienes fueron detenidos en el inmueble, con especial atención a aquellos que fueron víctimas de la masacre de las Fosas Ardeatinas, ya que algunas de las 335 víctimas fueron prisioneras de este inmueble. Algunas celdas aún conservan escrituras en la pared y grabados, grafitis, ya sea con elementos punzantes o de escritura, que contienen mensajes de esperanza, indicaciones, nombres, indicios de vida, la gran mayoría escritos por prisioneros que al poco tiempo perdieron la vida. 

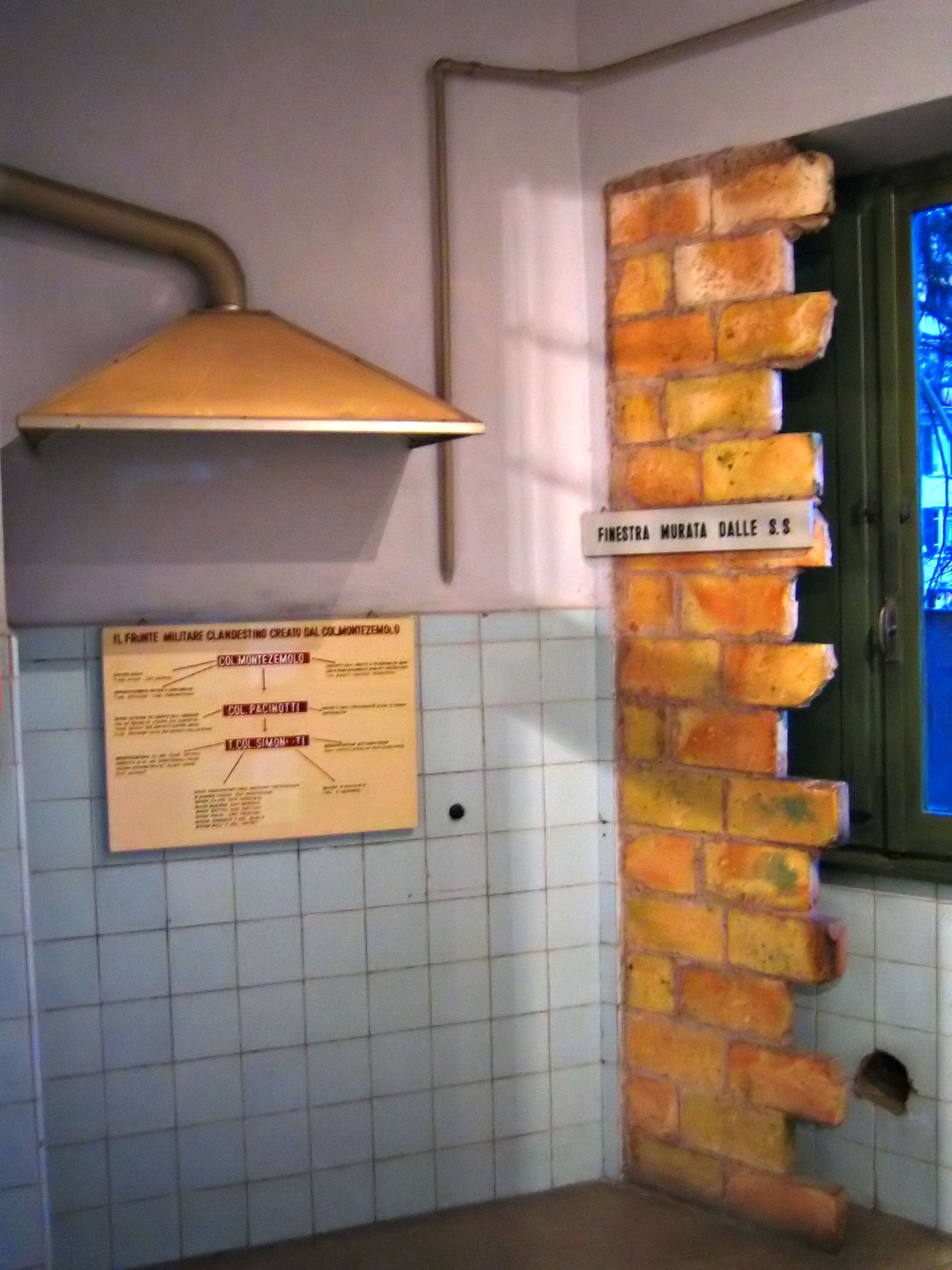
Cocina convertida en celda por las SS.

## Salas
- Primer piso

Además de la recepción del museo, el primer piso se compone de una sala de conferencias y una biblioteca, que está especializada a la temática de la resistencia fascista y la liberación de Roma, conteniendo gran número de libros al respecto, como panfletos y periódicos de la época difíciles de hallar.
- Segundo piso

Contiene cinco celdas. La celda uno, la más grande, está tematizada con respecto a la masacre de las Fosas Ardeatinas. La segunda celda era la utilizada para el aislamiento en solitario. Esta celda, así como la que se encuentra en el piso superior en exacta ubicación, no ha sido pintada ni refaccionada, por lo que es posible leer en las paredes los mensajes dejados por los prisioneros. La celda tres está dedicada al Forte Bravetta, un lugar en Roma, en el Janículo, que los alemanes solían utilizar para la ejecuciones, y por tanto, dedicado a las personas ejecutadas allí. La celda cuatro recuerda a los catorce prisioneros tomados prisioneros por las SS cuando se retiraban de Roma, y su posterior ejecución en La Storta el 4 de junio de 1944. La celda cinco era la antigua cocina convertida en una unidad de asolación. Aquí se encuentra exhibida la bandera blanca que se utilizó para declarar a Roma como «ciudad abierta» por parte de Marshal Kesselring, comandante de las fuerzas alemanas en Italia.
- Segundo piso

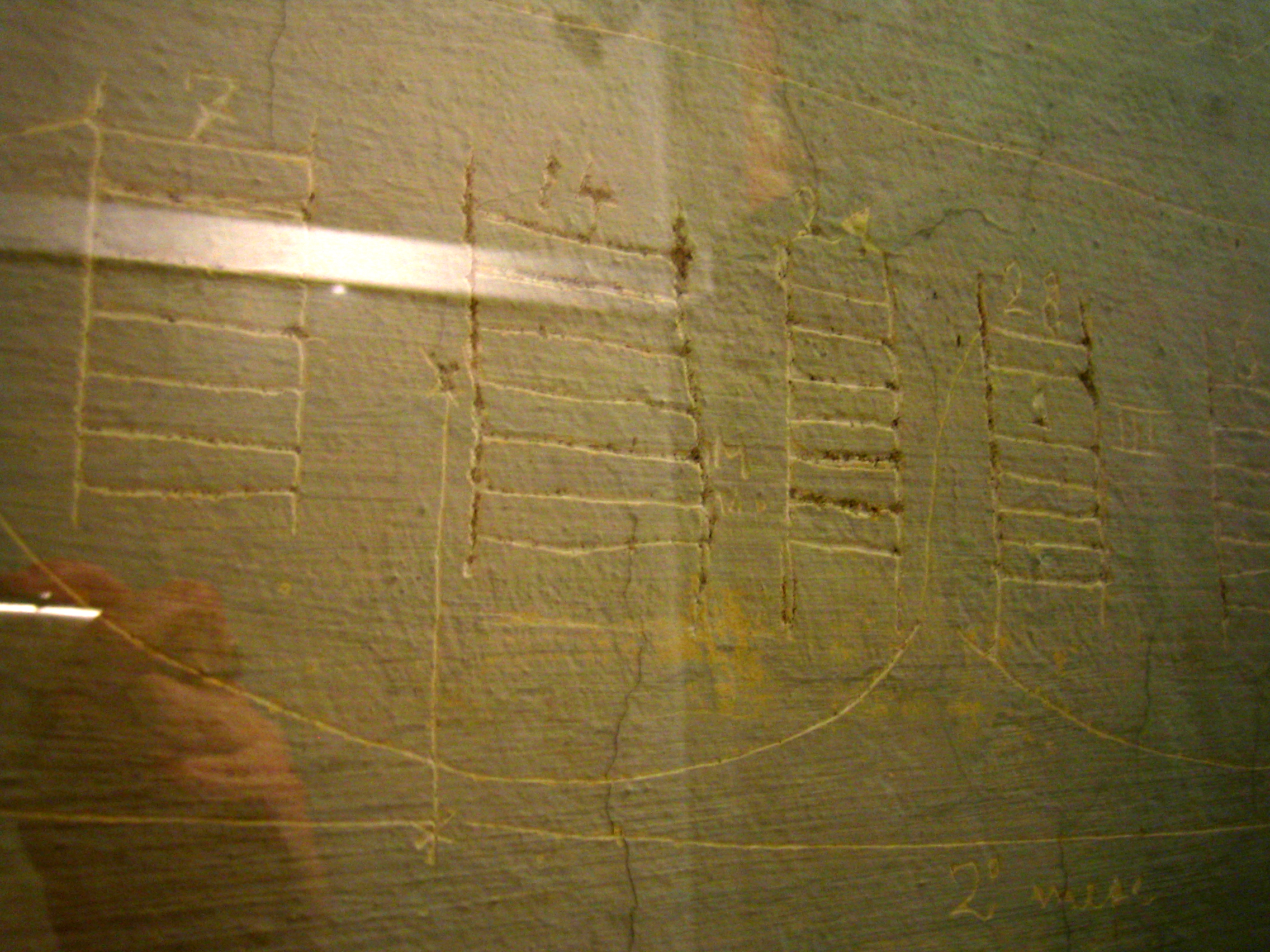
Grafiti realizado por un prisionero a manera de calendario.

El segundo piso contiene cinco celdas con exhibiciones, en dos apartamentos. La celda once contiene contiene pósteres que dan órdenes y restricciones a la población. La celda doce la segunda celda de asolación que contienen en sus paredes mensajes grabados por los prisioneros. La celda trece contiene periódicos y otros documentos relativos a la resistencia. Ello continúa en la celda catorce, que además contiene una bandera del bandera del Reino de Italia, que fue izada en la Colina Capitolina el día de la liberación de Italia. En un segundo apartamento, exhibe archivos de las SS que testimonian la detención de 1259 ciudadanos judíos del gueto de Roma en octubre de 1943.
- Tercer piso

La celda número doce se trata de una celda de asolación que contiene un grafiti grabado en la pared por alguien llamado «J.Lloyd», perteneciente al Ejército británico, que dibujó la Union Jack en la cima de una colina.